# Ragionamento
Il ragionamento è il processo cognitivo che, partendo da determinate premesse, porta a una conclusione, facendo uso di procedimenti logici, detti inferenze, tipici delle argomentazioni. I principali tipi di ragionamento, secondo ottiche diverse, possono essere l'induzione, la deduzione, l'abduzione e il ragionamento per assurdo.

Il processo raziocinante umano assimilato a un movimento di ingranaggi.

## Descrizione
Di questo fondamentale processo le diverse discipline affrontano vari aspetti.
- La filosofia ne studia generalmente i fattori che qualificano un ragionamento (rispetto alla sua bontà, coerenza, appropriatezza, efficacia), valutandone la forma strutturale e la varietà metodologica.
- La psicologia e le scienze cognitive tendono a concentrarsi sulla psicologia del ragionamento; le questioni principali sono: come si ragiona? Quali processi cognitivi e neurali intervengono? Che ruolo hanno i fattori culturali nel ragionare?
- La logica matematica approfondisce invece l'aspetto formale del ragionamento (inferenza), mentre viene definito calcolo l'uso delle operazioni aritmetiche da parte della mente umana.
- Lo studio del ragionamento automatico affronta infine una modellizzazione computazionale dei vari modi del ragionamento.